# Jaux
Jaux est une commune française située dans le département de l'Oise, en région Hauts-de-France.

## Géographie
La commune est située dans le département de l'Oise, dans la moyenne vallée de l'Oise et près de la rive droite de cette rivière, à une distance orthodromique de 4,3 km au sud-ouest du chef-lieu d'arrondissement de Compiègne. La distance avec la capitale, au sud-ouest, est de 67 km.
Jaux entre dans l'unité urbaine (ou agglomération au sens de l'Insee) de Compiègne composée de quatorze communes totalisant 70 610 habitants en 2009,.

### Communes limitrophes
Les communes limitrophes sont  Armancourt, Compiègne, Jonquières, Lachelle, Lacroix-Saint-Ouen, Le Meux et Venette.
| Lachelle   | Venette    |                    |
| Jonquières | Jaux       | Compiègne          |
| Le Meux    | Armancourt | Lacroix-Saint-Ouen |

### Hydrographie

#### Réseau hydrographique
La commune est située dans le bassin Seine-Normandie. Elle est drainée par l'Oise,.
L'Oise prend sa source en Belgique, à 309 mètres d'altitude, dans l'ancienne commune de Forges et se jette dans la Seine à 20 mètres d'altitude, au Pointil en rive droite et en aval du centre de Conflans-Sainte-Honorine dans le département des Yvelines. D'une longueur 341 kilomètres, elle est presque entièrement navigable et bordée de canaux sur 104 kilomètres. Les caractéristiques hydrologiques de l'Oise sont données par la station hydrologique située sur la commune de Venette. Le débit moyen mensuel est de 0,623 m3/s. Le débit moyen journalier maximum est de 461 m3/s, atteint lors de la crue du 4 mai 2013. Le débit instantané maximal est quant à lui de 20,5 m3/s, atteint le même jour.

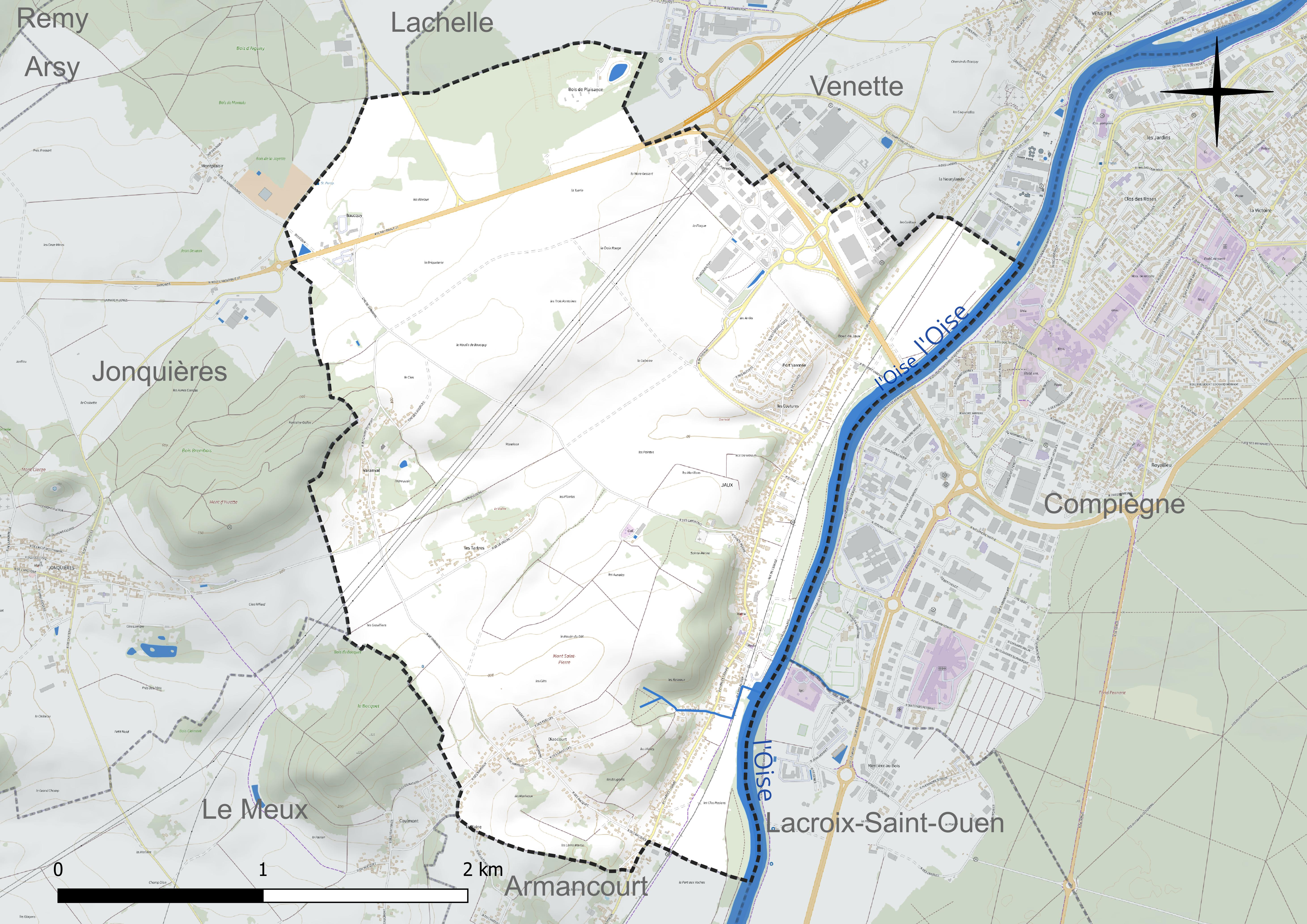
Réseau hydrographique de Jaux.

#### Gestion et qualité des eaux
Le territoire communal est couvert par le schéma d'aménagement et de gestion des eaux (SAGE) « Sensée ». Ce document de planification concerne un territoire de 789 km2 de superficie, délimité par trois bassins versants en totalité ou en partie (Aisne, Oise et Aronde). Le périmètre a été arrêté le 16 octobre 2001 et le SAGE proprement dit a été approuvé le 8 juin 2009, puis révisé le 27 novembre 2019. La structure porteuse de l'élaboration et de la mise en œuvre est le syndicat mixte Oise-Aronde.
La qualité des cours d'eau peut être consultée sur un site dédié géré par les agences de l'eau et l'Agence française pour la biodiversité.

### Climat
Pour des articles plus généraux, voir Climat des Hauts-de-France et Climat de l'Oise.
En 2010, le climat de la commune est de type climat océanique dégradé des plaines du Centre et du Nord, selon une étude du CNRS s'appuyant sur une série de données couvrant la période 1971-2000. En 2020, Météo-France publie une typologie des climats de la France métropolitaine dans laquelle la commune est dans une zone de transition entre le climat océanique et le climat océanique altéré et est dans la région climatique Nord-est du bassin Parisien, caractérisée par un ensoleillement médiocre, une pluviométrie moyenne régulièrement répartie au cours de l'année et un hiver froid (3 °C).
Pour la période 1971-2000, la température annuelle moyenne est de 10,9 °C, avec une amplitude thermique annuelle de 15,2 °C. Le cumul annuel moyen de précipitations est de 684 mm, avec 11,3 jours de précipitations en janvier et 8,4 jours en juillet. Pour la période 1991-2020, la température moyenne annuelle observée sur la station météorologique la plus proche, située sur la commune de Margny-lès-Compiègne à 5 km à vol d'oiseau, est de 11,2 °C et le cumul annuel moyen de précipitations est de 633,5 mm,. Pour l'avenir, les paramètres climatiques de la commune estimés pour 2050 selon différents scénarios d'émission de gaz à effet de serre sont consultables sur un site dédié publié par Météo-France en novembre 2022.
| Mois                                  | jan.          | fév.           | mars           | avril         | mai             | juin          | jui.          | août           | sep.          | oct.          | nov.             | déc.             | année     |
| ------------------------------------- | ------------- | -------------- | -------------- | ------------- | --------------- | ------------- | ------------- | -------------- | ------------- | ------------- | ---------------- | ---------------- | --------- |
| Température minimale moyenne (°C)     | 1,5           | 1,8            | 3,4            | 5,4           | 8,8             | 11,5          | 13,3          | 13,3           | 10,5          | 8,2           | 4,7              | 2,2              | 7         |
| Température moyenne (°C)              | 3,9           | 4,8            | 7,5            | 10,5          | 13,8            | 16,9          | 19            | 18,9           | 15,6          | 12            | 7,5              | 4,5              | 11,2      |
| Température maximale moyenne (°C)     | 6,4           | 7,9            | 11,6           | 15,5          | 18,8            | 22,2          | 24,7          | 24,6           | 20,7          | 15,9          | 10,3             | 6,9              | 15,5      |
| Record de froid (°C) date du record   | −15 07.01.09  | −10,3 07.02.12 | −10,4 13.03.13 | −4,8 07.04.21 | −0,6 07.05.1997 | 3,1 01.06.06  | 4,9 03.07.11  | 4,9 28.08.1998 | 0,5 30.09.18  | −4,6 28.10.03 | −10,4 24.11.1998 | −11,3 29.12.1996 | −15 2009  |
| Record de chaleur (°C) date du record | 14,8 09.01.15 | 19 27.02.19    | 25,1 31.03.21  | 27,5 19.04.18 | 30,6 27.05.05   | 35,5 18.06.22 | 41,5 25.07.19 | 39,2 12.08.03  | 34,8 15.09.20 | 28,2 01.10.11 | 20,2 06.11.18    | 16,4 07.12.00    | 41,5 2019 |
| Précipitations (mm)                   | 50,9          | 44,9           | 42,7           | 42,1          | 57,7            | 54,4          | 56,6          | 62,9           | 43,9          | 60,2          | 52,6             | 64,6             | 633,5     |

## Urbanisme

### Typologie
Au 1er janvier 2024, Jaux est catégorisée ceinture urbaine, selon la nouvelle grille communale de densité à sept niveaux définie par l'Insee en 2022.
Elle appartient à l'unité urbaine de Compiègne, une agglomération intra-départementale regroupant quatorze  communes, dont elle est une commune de la banlieue,,. Par ailleurs la commune fait partie de l'aire d'attraction de Compiègne, dont elle est une commune de la couronne,. Cette aire, qui regroupe 101 communes, est catégorisée dans les aires de 50 000 à moins de 200 000 habitants,.

### Occupation des sols

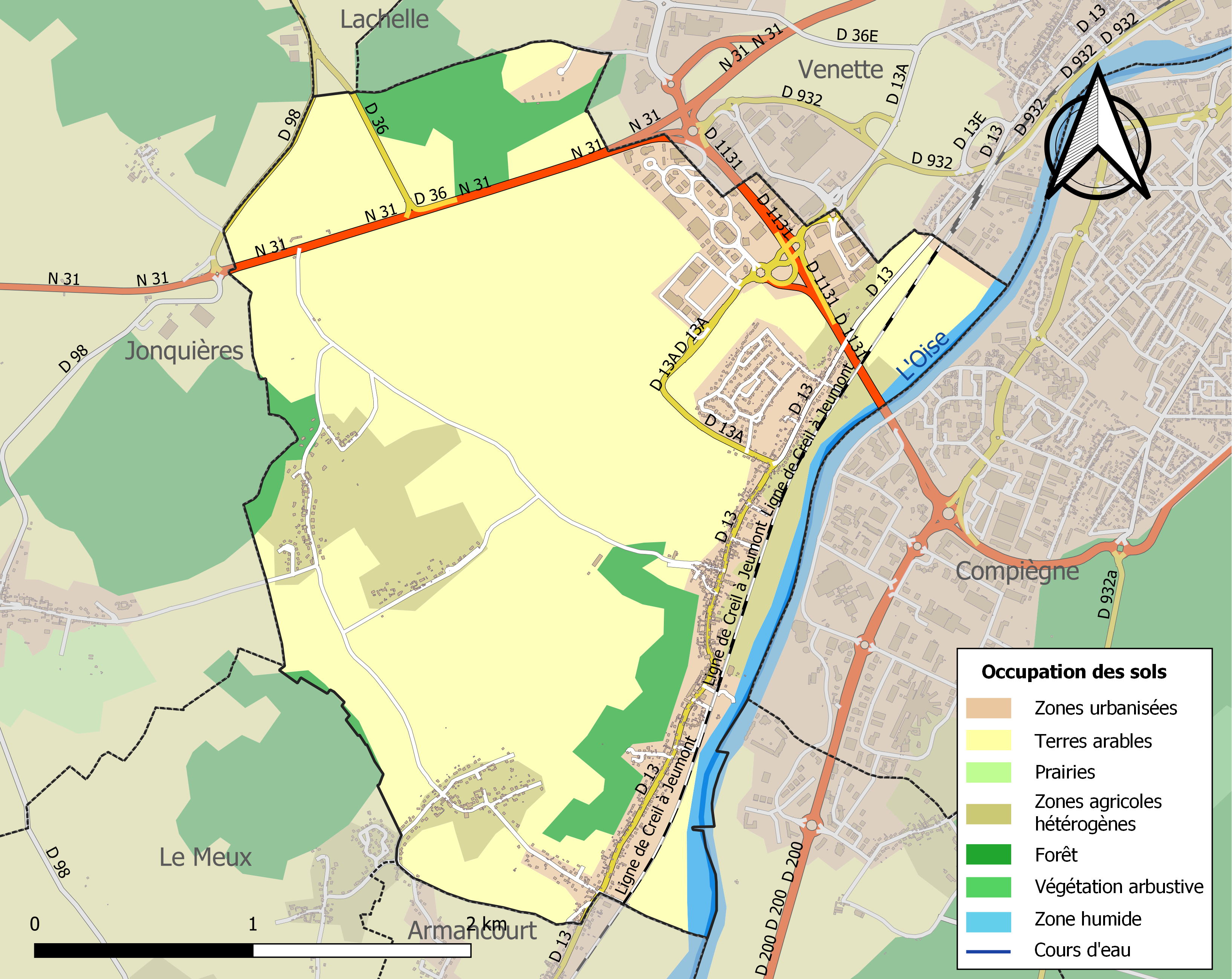
Carte des infrastructures et de l'occupation des sols de la commune en 2018 (CLC).

L'occupation des sols de la commune, telle qu'elle ressort de la base de données européenne d'occupation biophysique des sols Corine Land Cover (CLC), est marquée par l'importance des territoires agricoles (74,4 % en 2018), en diminution par rapport à 1990 (80,4 %). La répartition détaillée en 2018 est la suivante : 
terres arables (62,5 %), zones agricoles hétérogènes (11,8 %), zones urbanisées (8,3 %), forêts (8,2 %), zones industrielles ou commerciales et réseaux de communication (6,2 %), eaux continentales (3 %). L'évolution de l'occupation des sols de la commune et de ses infrastructures peut être observée sur les différentes représentations cartographiques du territoire : la carte de Cassini (XVIIIe siècle), la carte d'état-major (1820-1866) et les cartes ou photos aériennes de l'IGN pour la période actuelle (1950 à aujourd'hui).

### Morphologie urbaine

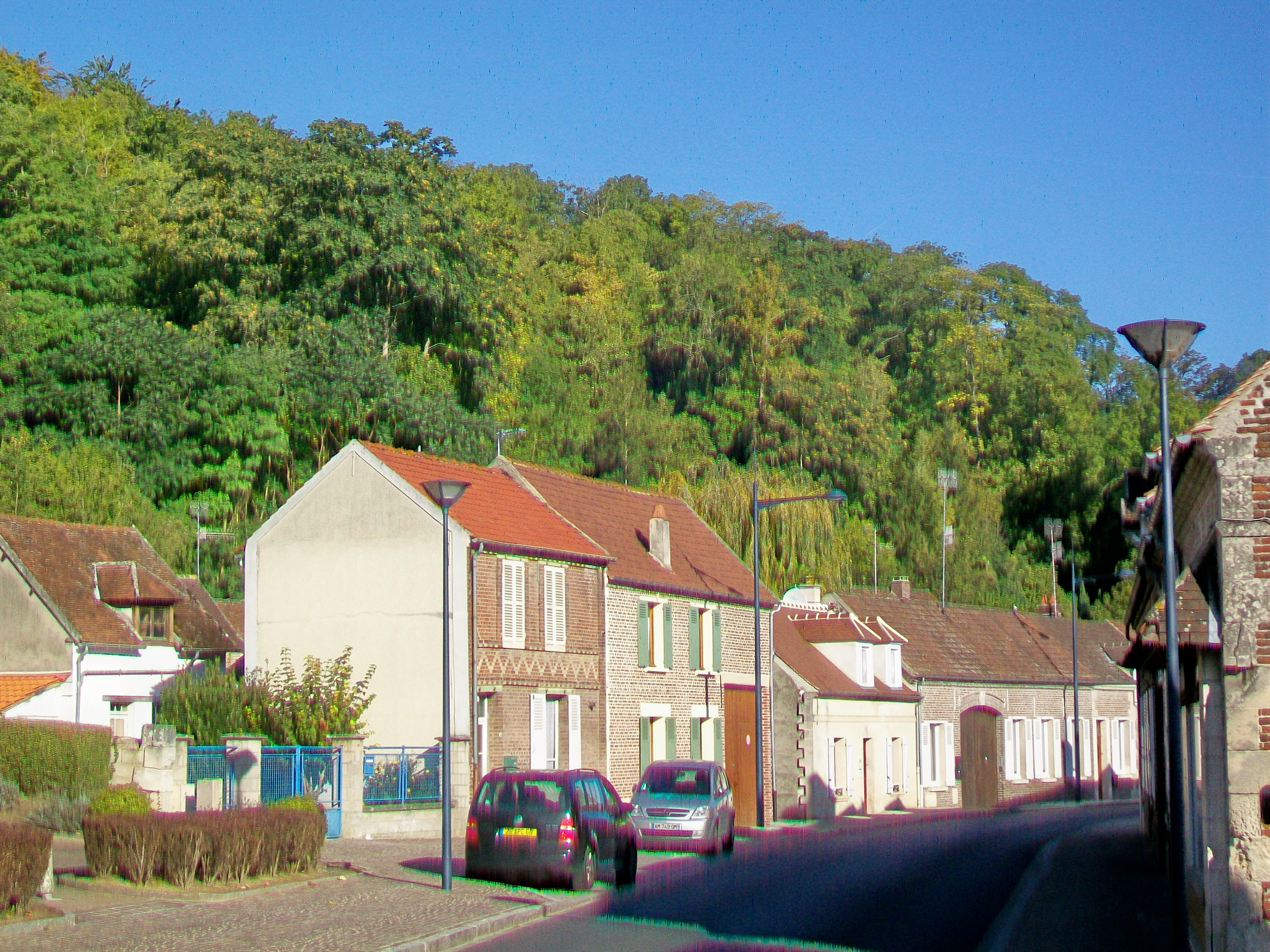
La rue principale de Jaux.

Avec un territoire communal assez considérable, Jaux s'étend jusqu'au-delà de la RN 31 Rouen - Reims au nord, avec le Bois de Plaisance. Le village s'étire tout en longueur le long de la RD 13, dans un sens nord-sud, sur plus de 3 km, près de la rive droite de l'Oise qui à ce niveau coule du nord au sud. Le développement du village historique est circonscrit par l'Oise, d'une part, et par des coteaux assez abrupts d'autre part. Ils dominent la RD 13 d'une soixantaine de mètres et sont couverts de bois.
La RD 13 est une route de desserte locale, qui vient[Quand ?] de faire l'objet d'aménagements avec réduction de la largeur des voies, afin de la sécuriser pour les piétons et pour dissuader le trafic de transit. La récente installation d'un cinéma multiplex dans la zone commerciale de Jaux / Venette et la création d'un lotissement sur le plateau, à proximité, démontrent la volonté d'agrandissement de l'agglomération.
Hormis la zone commerciale à l'extrémité nord-est du territoire communal, Jaux reste une commune à caractère rural dont le territoire est en grande partie couverte de surfaces agricoles, alternant avec quelques petits bois, au sein d'un paysage vallonné. Trois hameaux y sont disséminés : Dizocourt, sur les hauteurs du plateau entre Jaux et Armancourt à 91 m d'altitude ; les Tartres, à l'ouest du village ; et Varanval, au nord-ouest. Le hameau de Boucquy, au nord de Varanval, a quasiment disparu.

### Habitat et logement
En 2020, le nombre total de logements dans la commune était de 982, alors qu'il était de 905 en 2015 et de 839 en 2010.
Parmi ces logements, 92,5 % étaient des résidences principales, 1,4 % des résidences secondaires et 6 % des logements vacants. Ces logements étaient pour 79,3 % d'entre eux des maisons individuelles et pour 18,2 % des appartements.
Le tableau ci-dessous présente la typologie des logements à Jaux en 2020 en comparaison avec celle de l'Oise et de la France entière. Une caractéristique marquante du parc de logements est ainsi une proportion de résidences secondaires et logements occasionnels (1,4 %) inférieure à celle du département (2,4 %) et  à celle de la France entière (9,7 %). Concernant le statut d'occupation de ces logements, 68,4 % des habitants de la commune sont propriétaires de leur logement (72,5 % en 2015), contre 61,4 % pour l'Oise et 57,5 pour la France entière.
| Typologie                                               | Jaux | Oise | France entière |
| ------------------------------------------------------- | ---- | ---- | -------------- |
| Résidences principales (en %)                           | 92,5 | 90,5 | 82,1           |
| Résidences secondaires et logements occasionnels (en %) | 1,4  | 2,4  | 9,7            |
| Logements vacants (en %)                                | 6    | 7,1  | 8,2            |

### Projets d'aménagement
La commune souhaite revitaliser le centre du bourg, avec la création d'une boulangerie, d'une maison de santé pluridisciplinaire, secteur où se déplacerait la pharmacie.

### Voies de communication et transports
En ce qui concerne les voies de communication, Jaux est desservie localement par la RD 13 déjà mentionnée. Tout au nord, moyennant la courte RD 13a, elle communique avec l'ex RN 131 (actuelle RD 1131), qui est la déviation de Compiègne. Cette voie rapide relie, entre autres, la RN 31 au nord à la voie rapide de la RD 200 Compiègne - Creil, et donne accès au centre de Compiègne par le sud. Quant à la RD 200, elle constitue une voie d'accès vers l'autoroute A1 par son échangeur no 9 à Longueil-Sainte-Marie, à une distance routière de 12 km de Jaux. La RD 13 mène à Venette, au nord, et puis à Compiègne, mais elle ne permet une traversée de l'Oise qu'au nord du centre-ville, près de la gare.
Au centre du village se trouve la gare de Jaux, simple point d'arrêt sans guichet situé sur la ligne de Creil à Jeumont. Elle est desservie par une partie des trains omnibus TER Hauts-de-France (relation Compiègne - Paris).
Jaux est desservie, en 2023, par la ligne 661 du réseau interurbain de l'Oise. Grâce à une passerelle piétonne sur l'Oise, il est possible de rejoindre l'arrêt Lycée Charles-de-Gaulle à Compiègne, éloigné de 850 m seulement de la mairie. Cet arrêt est notamment desservi par la ligne no 5 du réseau urbain de Compiègne. Entièrement gratuite, elle fonctionne du lundi au samedi à raison d'un passage toutes les 10 à 15 minutes. Le centre commercial de Jaux / Venette est desservi par les lignes nos 2, 4 et 6 depuis Compiègne. Les dimanches et jours fériés, les lignes D1 et D2 desservent la commune. La desserte est complétée par la ligne 107 et la ligne 17 du service de transport à la demande AlloTIC.

## Toponymie
Le nom de la localité est attesté sous les formes Gellis (657) ; in loco qui dicitur Gellis (844) ; altare de Gellis (1106) ; Geals (1147) ; Jaus (1156) ; altare de Gellis (1162) ; domus regis in Cuisia apud Gaus (1203) ; Gallis villa (vers 1210) ; Gelloe (vers 1210) ; Geaus (1218) ; Jeaux (vers 1220) ; Jaulx (1245) ; in territorio de Gellis (1255) ; in villa et territorio de Jaux (1257) ; Jaux (1258) ; Gelles (XIIIe) ; Gyaux (1308) ; P. de jaus belvacensis (1308) ; Flourens de jaus (1320) ; Giaus (1333) ; Jaux en beauvoisin (1358) ; Jaux lez compiengne (1400) ; Giaux (XVe) ; Jau (XVe) ; Geaulx (XVIe).
L'origine du nom « Jaux » reste obscure. Jaux, qui porta le nom de Gallis Villa, serait d'origine gauloise. Jaux pourrait représenter le nom du coq s'il a pour origine le terme latin gallus. Mais également, les mots formés sur la racine ancienne gal- seraient susceptibles de désigner un endroit rocheux.

## Histoire

### Préhistoire
L'implantation humaine a été attestée sur le territoire de la commune dès le Néolithique.

### Antiquité
On retrouve des traces d'occupation aux époques gauloise et gallo-romaine.

### Moyen Âge
De l'époque mérovingienne (Ve siècle) jusqu'au début du XXe siècle, la moyenne vallée d' l'Oise est viticole. Elle produisait un vin dont l'abbé Carlier, dans son Histoire du Duché du Valois, disait en 1764 : « Le vin de Jaux est connu, il passe en proverbe dans le Valois pour une liqueur qui glace plutôt que d'échauffer et qui n'a d'autre vertu que de gratter le palais par son âcreté ».
L'un des vins produit, le « blanc d'Orléans » était réputé pour être l'un des meilleurs de la région. En 1789, la vigne occupait à Jaux environ 300 ha.

### Époque contemporaine
Au milieu du XIXe siècle, la culture de la vigne était réduite à une centaine d'hectares.

## Politique et administration

### Rattachements administratifs et électoraux
La commune se trouve dans l'arrondissement de Compiègne du département de l' Oise. Pour l'élection des députés, elle fait partie depuis 2012 de la cinquième circonscription de l'Oise.
Elle faisait partie de 1802 à 1973 du canton de Compiègne, année où elle intègre le canton de Compiègne-Sud. En 1982, elle intègre le canton de Compiègne-Sud-Ouest. Dans le cadre du redécoupage cantonal de 2014 en France, la commune est désormais rattachée au canton de Compiègne-2.

### Intercommunalité
La commune était membre de l'Agglomération de la région de Compiègne, qui succédait à un SIVOM créé en 1970 et qui s'était transformée en communauté de communes en 2000 puis en communauté d'agglomération en 2005.
Dans le cadre des dispositions de la loi portant nouvelle organisation territoriale de la République (Loi NOTRe) du 7 août 2015, qui prévoit que les établissements publics de coopération intercommunale (EPCI) à fiscalité propre doivent avoir un minimum de 15 000 habitants, le préfet de l'Oise a publié en octobre 2015 un projet de nouveau schéma départemental de coopération intercommunale, qui prévoit la fusion de plusieurs intercommunalités, et notamment de la communauté d'agglomération de la région de Compiègne et de la communauté de communes de la Basse Automne, permettant ainsi la création d'un nouvel EPCI de 22 communes et 81 226 habitants. Cette fusion avait déjà été envisagée dans le cadre du schéma départemental de coopération intercommunale (SDCI) de 2011.
La communauté d'agglomération de la Région de Compiègne et de la Basse Automne est ainsi créée le 1er janvier 2017, et Jaux en est désormais membre.

### Politique locale
En 2018/2019, le conseil municipal élu lors des municipales de 2014 s'est divisé sur un projet de « village automobile », constitué d'un ensemble de concessions automobiles,, ce qui s'est traduit par la démission de conseillers municipaux et l'organisation de nouvelles élections en mars 2019, remportées par l'opposante Sidonie Muselet,,.

### Liste des maires
| Période                                  | Période                   | Identité          | Étiquette | Qualité                                                             |
| ---------------------------------------- | ------------------------- | ----------------- | --------- | ------------------------------------------------------------------- |
| Les données manquantes sont à compléter. |                           |                   |           |                                                                     |
| mars 1977                                | mars 2001                 | Hubert Caron      |           |                                                                     |
| mars 2001                                | janvier 2006              | Gilbert Pierret   | DVD       | Cadre de santé                                                      |
| mars 2006                                | mars 2014                 | Christian Navarro | SE        |                                                                     |
| mars 2014                                | mars 2019                 | Michel Jeannerot  | SE        | Retraité Mandat écourté par la démission de conseillers municipaux. |
| mars 2019                                | En cours (au 6 juin 2023) | Sidonie Muselet   | SE        | Podologue Réélue pour le mandat 2020-2026                           |

## Équipements et services publics

### Enseignement
Une quarantaine d'élèves  âgés de 2 à 18 ans sont scolarisés dans une école privée, le « Hêtre Bienveillant » créée en 2015 et aménagée dans une yourte,

## Population et société

### Démographie

#### Évolution démographique
L'évolution du nombre d'habitants est connue à travers les recensements de la population effectués dans la commune depuis 1793. Pour les communes de moins de 10 000 habitants, une enquête de recensement portant sur toute la population est réalisée tous les cinq ans, les populations de référence des années intermédiaires étant quant à elles estimées par interpolation ou extrapolation. Pour la commune, le premier recensement exhaustif entrant dans le cadre du nouveau dispositif a été réalisé en 2004.

En 2022, la commune comptait 2 240 habitants, en évolution de −12,47 % par rapport à 2016 (Oise : +0,87 %, France hors Mayotte : +2,11 %).
| 1793  | 1800  | 1806  | 1821  | 1831  | 1836  | 1841  | 1846  | 1851  |
| ----- | ----- | ----- | ----- | ----- | ----- | ----- | ----- | ----- |
| 1 210 | 1 250 | 1 292 | 1 240 | 1 200 | 1 176 | 1 134 | 1 100 | 1 043 |

| 1856 | 1861 | 1866 | 1872 | 1876 | 1881 | 1886 | 1891 | 1896 |
| ---- | ---- | ---- | ---- | ---- | ---- | ---- | ---- | ---- |
| 976  | 917  | 853  | 817  | 842  | 767  | 734  | 719  | 726  |

| 1901 | 1906 | 1911 | 1921 | 1926 | 1931 | 1936 | 1946 | 1954 |
| ---- | ---- | ---- | ---- | ---- | ---- | ---- | ---- | ---- |
| 709  | 706  | 711  | 665  | 658  | 664  | 668  | 672  | 773  |

| 1962 | 1968 | 1975 | 1982  | 1990  | 1999  | 2004  | 2006  | 2009  |
| ---- | ---- | ---- | ----- | ----- | ----- | ----- | ----- | ----- |
| 784  | 817  | 942  | 1 087 | 1 407 | 2 078 | 2 220 | 2 213 | 2 304 |

| 2014  | 2019  | 2022  | - | - | - | - | - | - |
| ----- | ----- | ----- | - | - | - | - | - | - |
| 2 439 | 2 300 | 2 240 | - | - | - | - | - | - |

#### Pyramide des âges
La population de la commune est relativement jeune.
En 2018, le taux de personnes d'un âge inférieur à 30 ans s'élève à 35,0 %, soit en dessous de la moyenne départementale (37,3 %). À l'inverse, le taux de personnes d'âge supérieur à 60 ans est de 21,8 % la même année, alors qu'il est de 22,8 % au niveau départemental.
En 2018, la commune comptait 1 156 hommes pour 1 200 femmes, soit un taux de 50,93 % de femmes, légèrement inférieur au taux départemental (51,11 %).
Les pyramides des âges de la commune et du département s'établissent comme suit.
| Hommes | Classe d’âge | Femmes |
| ------ | ------------ | ------ |
| 0,2    | 90 ou +      | 0,9    |
| 5,3    | 75-89 ans    | 5,5    |
| 17,1   | 60-74 ans    | 14,8   |
| 24,2   | 45-59 ans    | 24,4   |
| 17,2   | 30-44 ans    | 20,5   |
| 16,6   | 15-29 ans    | 16,6   |
| 19,4   | 0-14 ans     | 17,5   |

| Hommes | Classe d’âge | Femmes |
| ------ | ------------ | ------ |
| 0,5    | 90 ou +      | 1,4    |
| 5,5    | 75-89 ans    | 7,6    |
| 15,6   | 60-74 ans    | 16,3   |
| 20,8   | 45-59 ans    | 20     |
| 19,4   | 30-44 ans    | 19,4   |
| 17,6   | 15-29 ans    | 16,2   |
| 20,6   | 0-14 ans     | 19,1   |

### Sports et loisirs
La commune possède deux terrains de tennis, une salle multisports couverte et un stade de football. Jaux propose un grand nombre d'activités sportives et culturelles, telles que le tir à l'arc, le kung-fu, le ping-pong ou encore une fanfare municipale[réf. nécessaire].

## Culture locale et patrimoine

### Lieux et monuments

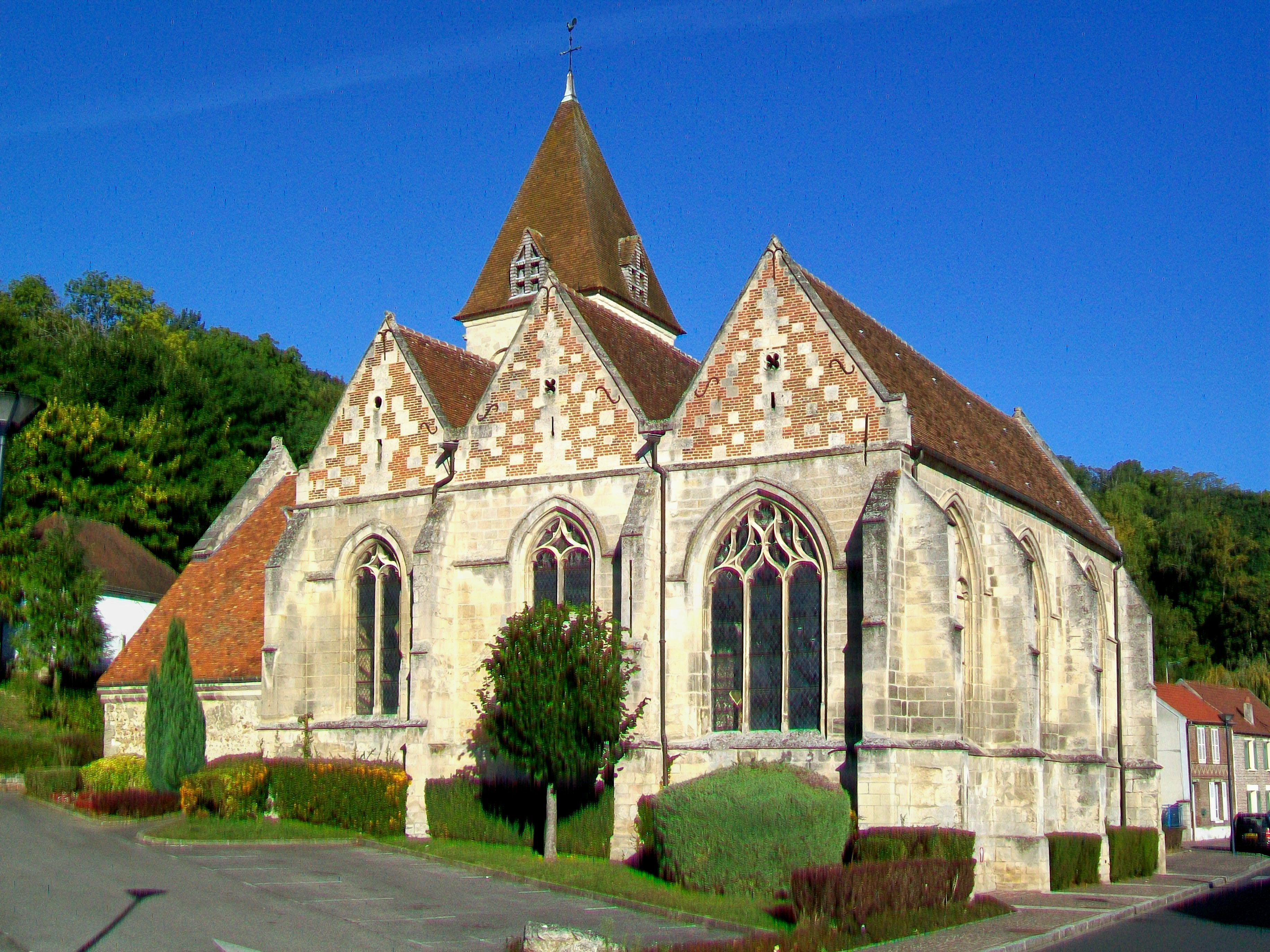
L'église Saint-Pierre, façades sud-est et nord-est.

- L'église Saint-Pierre de Jaux (classée monument historique[42]), rue Charles-Ladame (RD 13), à côté de la mairie : 
L'église est orientée nord-ouest - sud-est. Elle a été bâtie au XIIe siècle, mais seulement la courte et basse nef avec ses deux bas-côtés, ainsi que le clocher central, ont résisté aux ravages de la guerre de Cent Ans. Le clocher carré est peu élevé et conserve sur deux faces des fenêtres romanes plein cintre sans ornements. Ces ouvertures sont subdivisées par une colonne au chapiteau carré à volutes. La pyramide en pierre ayant coiffé le clocher à l'origine a été remplacée par un toit à quatre versants, couvert d'ardoise. Quant à la nef, ses minuscules fenêtres carrées et la porte sur la façade sont modernes. Dernière réminiscence à l'époque romane, un cordon à billettes orne la base du tympan. 
Le chœur gothique du premier quart du XVIe siècle représente plus que la moitié de la superficie de l'église, et sans doute sa partie la plus intéressante. Le plan cruciforme traditionnelle avec transept, chœur et chapelles latérales a été abandonné en faveur d'un ensemble homogène de trois travées sur trois. Cet ensemble de plan carré est deux fois plus élevé que les bas-côtés au niveau des gouttières, et également plus large. Les deux séries de trois pignons vers le nord-est et le sud-est suggèrent une succession de trois vaisseaux perpendiculaires à la nef. 
Les pignons sont égayés par un simple décor basé sur une alternance entre pierre de taille et briques. Une vaste baie au remplage flamboyant s'ouvre sous chaque pignon. Les baies les plus proches du chevet sont à trois lancettes à tête arrondie et tréflées ; les autres à deux lancettes. Le chevet plat donnant immédiatement sur la rue n'est pas mis en exergue par l'architecte. Il présente trois baies à trois lancettes chacune, entièrement bouchées. 
À l'intérieur, les piliers sont cylindriques. Les voûtes aux arcs-doubleaux présentent des écussons aux points d'intersection[43],[44]. À noter dans l'église, une pièce exceptionnelle de par sa rareté, la poutre de gloire, de la fin du XVIe, début du XVIIe siècle, sur laquelle apparaissent des sculptures polychromes représentant le Christ et ses apôtres à mi-corps. La poutre[45], quatre vitraux du premier quart du XVIe siècle[46], et la cloche de 1753[47] sont classés au titre des objets.
L'église, en mauvais état, fait l'objet d'un financement participatif en 2021[48]

On peut également signaler : 

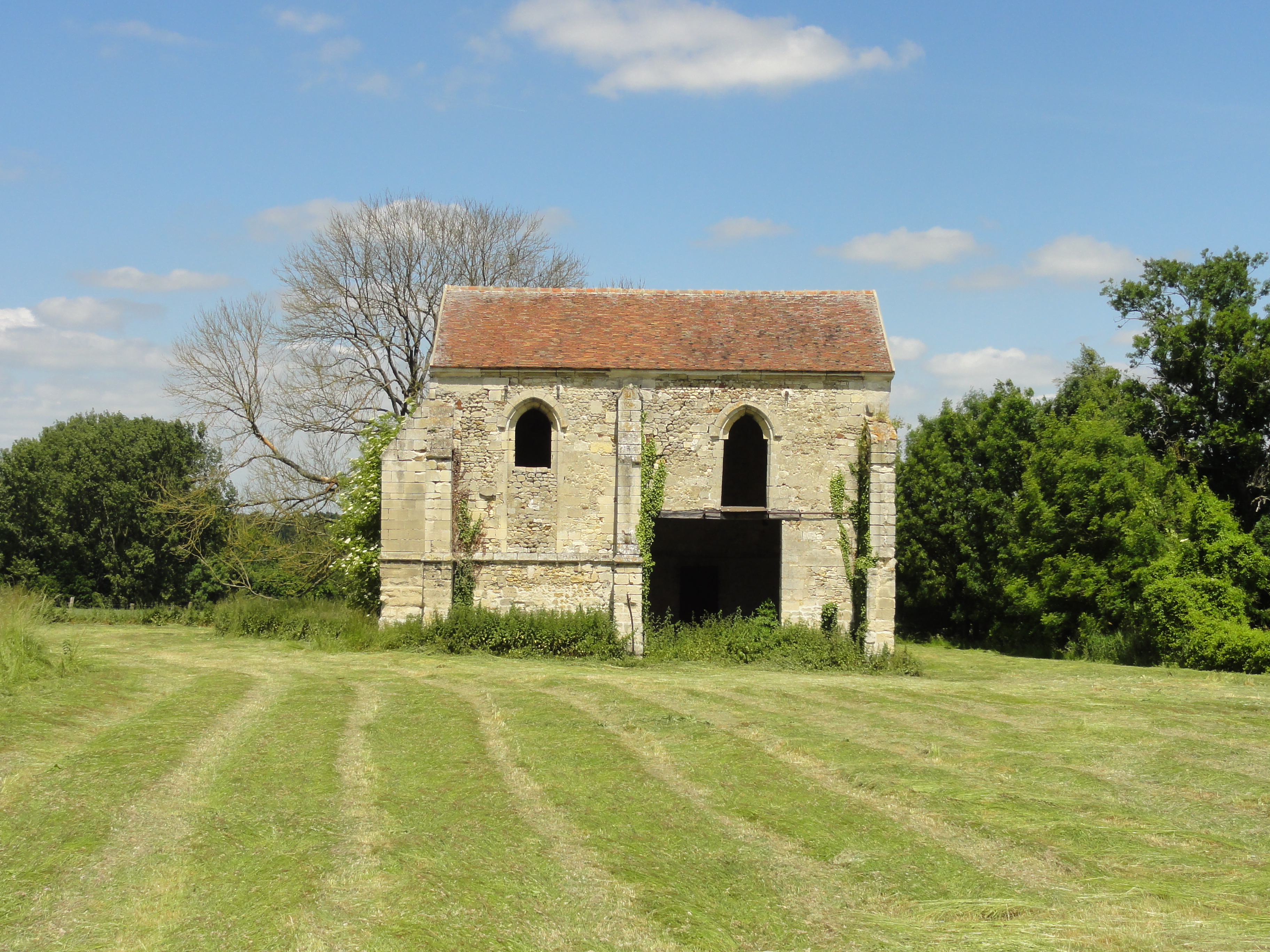
Ruine de la chapelle Notre-Dame du prieuré de Boucquy.

- Le château de Varanval, au hameau du même nom, avec quelques vestiges de l'ancien château seigneurial.
- La chapelle Notre-Dame, aujourd'hui ruinée, de l'ancien prieuré de Boucquy, au nord du hameau de Varanval : elle fut édifiée par les moines de l'abbaye Saint-Corneille de Compiègne au XIIe siècle, et était entourée du hameau de Boucquy, aujourd'hui disparu. Lieu de pèlerinage, la chapelle est reconstruite après le pillage du prieuré par les Anglais au XVe siècle dans le style gothique flamboyant. À la suite de sa désaffectation après la Révolution, l'édifice est transformé en hangar agricole, puis tombe en ruines[49].

## Pour approfondir